# Friedrich August von Ammon
Friedrich August von Ammon, född 10 september 1799 i Göttingen, död 18 maj 1861 i Dresden, var en tysk läkare, främst oftalmolog. Han var son till teologen Christoph Friedrich von Ammon.
Ammon blev 1829 professor vid kirurgisk-medicinska akademien och föreståndare för polikliniken i Dresden, 1837 kunglig sachsisk livmedikus och 1844 geheimemedicinalråd.